# Wsi moja sielska, anielska
Wsi moja sielska, anielska (czes. Vesničko má středisková) – czechosłowacka komedia obyczajowa z 1985 roku w reżyserii Jiříego Menzla.

## Fabuła
Karel pracuje ze swoim pomocnikiem Otikem jako kierowca ciężarówki. Otik jest upośledzony umysłowo; mieszka samotnie, ma końskie zęby i wielkie odstające uszy. Czasem nie mogąc znieść jego wyczynów, Karel grozi, że zamieni go na innego pomocnika, choć w istocie lubi Otika i współczuje mu. Stanie się jego serdecznym przyjacielem, gdy odkryje, że pewien wpływowy człowiek chce przejąć dom Otíka na swój domek letniskowy, podstępnie proponując zamianę na nowe mieszkanie na praskim osiedlu.

## Obsada
- János Bán – Otík Rákosník
- Marián Labuda – Karel Pávek
- Milena Dvorská – Růžena Pávková
- Rudolf Hrušínský – dr Skružný, miejscowy lekarz
- Rudolf Hrušínský Jr. – Drápalík
- Petr Čepek – Turek, kierowca
- Libuše Šafránková – Turková
- Jan Hartl – Václav Kašpar
- Miloslav Štibich – Kalina
- Oldřich Vlach – Jaromír
- Stanislav Aubrecht – Jarda Pávek
- Zdeněk Svěrák – Ryba
- Július Satinský – Štefan
- Milada Ježková – Hrabětová
- Míla Myslíková – Fialková

## Produkcja
Zdjęcia kręcono w wioskach Křečovice i Osečany w kraju środkowoczeskim.